# 北京国安足球倶楽部の選手一覧
北京国安足球倶楽部の選手一覧（ペキン-こくあん-そっきゅうクラブのせんしゅいちらん）は、北京国安足球倶楽部に所属している選手・監督・コーチの一覧。

## 現役選手・監督
在籍年と前所属を併記。

## 過去に在籍した選手・スタッフ

### 選手

#### GK
| - 張思鵬 (2007 - 2014) | - 趙石 (2015 - 2016) |  |

#### DF
| - 徐雲龍 (1998 - 2016) - 周挺 (2006 - 2016) | - オビデュ・ブルカ (2008) | - 李運秋 (2014 - 2015) |

#### MF
| - 邵佳一 (1999 - 2002, 2012 - 2015) - 黄博文 (2004 - 2010) - 張稀哲 (2009 - 2014, 2015 - ) - ダルコ・マティッチ (2009 - 2015) | - 朴成 (2011 - 2023) - 張暁彬 (2012 - 2017) - パブロ・バタージャ (2014 - 2015) | - 李磊 (2015 - 2021, 2023 - ) - レナト・アウグスト (2016 - 2021) - ラルフ (2016 - 2017) - 李可 (2019 - 2024) - 塞尔吉尼奥 (2025 - ) - ダワン (2025 - ) |

#### FW
| - 沈祥福 (1974 - 1987) - 高洪波 (1985 - 1993, 1995 - 1996) - カシアーノ (1997 - 1998, 1999, 2002 - 2003) - チアゴ (2007, 2008) - ジョエル・グリフィス (2009, 2010 - 2011) - ライアン・グリフィス (2009, 2010) | - ダヴィ (2011) - フレデリック・カヌーテ (2012 - 2013) - アンドリヤ・カルジェロヴィッチ (2012 - 2014) - ホフレ・ゲロン (2012 - 2014) - ピーター・ウタカ (2013 - 2014) | - アンドレ・リマ (2013) - エルトン・フェイズラフ (2014, 2015) - デヤン・ダミヤノヴィッチ (2014 - 2015) - クレーベ (2015 - 2016) - 于大宝 (2015 - 2024) |

#### その他
- 楊晨 (1995年-1998年)
- 楊智 (2005年- )
- 張永海 (2005年-2013年)
- ロス (2010年)
- イェリッチ (2004年-2005年)
- ヴァウド (2010年)